# Tectarius
Tectarius là một chi ốc biển, là động vật thân mềm chân bụng sống ở biển trong họ Littorinidae.

## Các loài
Các loài thuộc chi Tectarius bao gồm:
- Tectarius antonii (Philippi, 1846)[2]
- Tectarius armatus [3]
- Tectarius coronatus (Valenciennes, 1832)[4]
- Tectarius cumingii (Philippi, 1846)[5]
- Tectarius grandinatus (Gmelin, 1791)[6]
- Tectarius granosus (Philippi, 1845)[7]
- Tectarius niuensis Reid & Geller, 1997[8]
- Tectarius pagodus (Linnaeus, 1758)[9]
- Tectarius rusticus (Philippi, 1846)[10]
- Tectarius spinulosus (Philippi, 1847)[11]
- Tectarius striatus (King & Broderip, 1832)[12]
- Tectarius tectumpersicum (Linnaeus, 1758)[13]
- Tectarius viviparus (Rosewater, 1982)[14]